# Greatest & Latest (альбом Warrant)
Greatest & Latest — студийный альбом американской хард-рок-группы Warrant, выпущенный в 1999 году.

## Об альбоме
Greatest & Latest содержит заново перезаписанные версии основных хитов группы, а также три новые песни: «The Jones», «Southern Comfort» и «Bad Tattoo».
В 2004 году альбом был переиздан под названием Cherry Pie all the Hitz 'n' More, а международная версия получила название Most Wanted. В обеих версиях вместо последних четырёх ремиксов шли кавер-версии, две на Cherry Pie... и четыре на Most Wanted.
Перезаписанные версии «Heaven» и «Cherry Pie» были изданы в качестве промосинглов, а позже на iTunes и были выпущены на нескольких сборниках.

## Список композиций
1. «Cherry Pie» – 3:07
2. «The Jones» – 3:31
3. «Down Boys» – 3:40
4. «Southern Comfort» – 3:31
5. «Hollywood (So Far, So Good)» – 3:45
6. «Uncle Tom's Cabin» – 3:35
7. «Sometimes She Cries» – 4:40
8. «32 Pennies» – 3:35
9. «Heaven» – 4:32
10. «Thin Disguise» – 3:24
11. «I Saw Red» – 4:34
12. «Bad Tattoo» – 3:18
13. «Down Boys (Julian Beeston Remix)» – 4:59
14. «Cherry Pie – (Sigue Sigue Sputnik Remix)» – 4:15
15. «32 Pennies (Meeks Remix)» – 3:45
16. «Down Boys (Razed in Black Remix)» – 4:18

Cherry Pie All the Hitz 'n' More
1. «Lay Your Hands on Me» – 4:58
2. «Photograph» – 4:10

Most Wanted
1. «Lay Your Hands on Me» (Bon Jovi cover)
2. «Photograph» (Def Leppard cover)
3. «I Want You to Want Me» (Cheap Trick cover)
4. «Free for All» (Ted Nugent cover)

## Участники записи
- Джени Лэйн — вокал,  ударные (под псевдонимом Mitch Dynamite)
- Эрик Тёрнер — ритм-гитара
- Джерри Диксон — бас-гитара
- Рик Стейер — лид-гитара
- Бобби Борг — ударные на «The Jones», «Southern Comfort» и «Bad Tattoo»
- Дэнни Вагнер — клавишные